# Yasuhiro Miyamoto (giocatore di football americano)
Yasuhiro Miyamoto (...) è un ex giocatore di football americano giapponese che ha giocato come wide receiver.